# Alexandre Padilha
Alexandre Rocha Santos Padilha (São Paulo, 14 de setembro de 1971) é um médico e político brasileiro, filiado ao Partido dos Trabalhadores (PT) e atual ministro da Saúde do Brasil, cargo que exerceu anteriormente de 2011 a 2014, no governo Dilma Rousseff. É deputado federal por São Paulo, encontrando-se licenciado. Foi ministro-chefe da secretária de relações institucionais de 2009 a 2010, no governo Lula II, e de 2023 a 2025, no governo Lula III.
Formado em Medicina pela Universidade Estadual de Campinas (Unicamp), foi coordenador geral da Direção Executiva Nacional dos Estudantes de Medicina em 1990, coordenador do Diretório Central de Estudantes da Unicamp e membro do Diretório Estadual do Partido dos Trabalhadores (PT) de São Paulo entre 1991 e 1993. Foi membro da coordenação nacional das campanhas à presidência da República de Luiz Inácio Lula da Silva em 1989 e em 1994. Entre 2000 e 2004, foi coordenador de Projetos de Pesquisa, Vigilância e Assistência em Doenças Tropicais, no Pará, programa da Organização Mundial de Saúde (OMS). Por esse motivo, teve Santarém como seu domicílio eleitoral até junho de 2013.
Em 2004, durante o primeiro governo Lula, assumiu o cargo de diretor de Saúde Indígena da Fundação Nacional de Saúde (Funasa). No ano seguinte, foi conduzido para a Secretaria de Relações Institucionais (SRI) da Presidência da República, onde permaneceu até 2010, primeiro como assessor e depois como ministro, assumindo a pasta no fim de setembro de 2009, após José Múcio Monteiro ser indicado pelo então presidente Lula à vaga aberta no Tribunal de Contas da União (TCU).
Nas eleições de 2014, foi candidato a governador do estado de São Paulo, sendo derrotado por Geraldo Alckmin e ficando em terceiro lugar com 18,22% dos votos válidos. Foi secretário municipal da Saúde de São Paulo de 2015 a 2017 na gestão de Fernando Haddad. Em 2018, concorreu nas eleições ao cargo de deputado federal e foi eleito para a legislatura de 2019-2022 com 87.576 votos, sendo reeleito em 2022.

## Biografia

### Origem
Alexandre Padilha é filho único do casal Anivaldo Padilha e Macilea Rocha Santos Chaves. Nasceu no ano que em seus pais, militantes de movimentos de igrejas contra a ditadura no Brasil, foram forçados a se separar. Anivaldo Padilha foi preso durante onze meses. Quando ele saiu do Presídio Tiradentes, Macilea engravidou. A perseguição do regime militar continuou e o pai de Alexandre Padilha exilou-se no Uruguai, Chile, Argentina, Estados Unidos e Suíça, sem poder assistir ao nascimento do filho. A mãe de Padilha optou por permanecer no Brasil. Trancou o quinto ano de Medicina e ficou na clandestinidade por mais de dois anos. Por isso, nos primeiros anos de vida, Alexandre Padilha mora em diferentes bairros de São Paulo, depois em Belo Horizonte e em Maceió. Com a distensão da ditadura, mãe e filho se estabelecem no Butantã, bairro paulistano de classe média onde o menino brincava no ambiente do Instituto Butantã e da Cidade Universitária da USP. Padilha aprende a ler e escrever aos quatro anos, ajudado pela avó, Anita Padilha, que o incentiva a corresponder-se com o pai exilado. Somente aos oito anos, depois da Lei da Anistia, Alexandre Padilha pôde abraçar o pai pela primeira vez.

### Infância
Alexandre Padilha fez a pré-escola em Maceió e em São Paulo, na Escola Municipal de Educação Infantil (EMEI) Monte Castelo. Cursou o primeiro grau na escola Joana d'Arc, no Butantã, e o segundo grau na escola experimental Pueri Domus, na Granja Julieta. Durante a infância, costumava acompanhar a mãe já formada médica e conhecida como Doutora Leia no trabalho voluntário de fim de semana que ela prestava no posto de saúde da paróquia do Parque Regina, no Campo Limpo, bairro pobre de São Paulo. Aos 15 anos, Padilha sai do Butantã para morar em uma casa no Campo Limpo, construída pela Dra. Leia junto com seu segundo marido, Felisbino Chaves, que havia sido padre na paróquia local.

### Formação acadêmica e militância estudantil
Aos 17 anos, Padilha ingressa na Faculdade de Medicina da Unicamp e vai morar em república de estudantes em Campinas. Participa da política estudantil desde o início do curso. No segundo ano, já se torna o presidente da Direção Executiva Nacional dos Estudantes de Medicina (DENEM) e em seguida do DCE da Unicamp. Por três anos, cursou poucas matérias para dedicar mais tempo à militância estudantil e à construção da Juventude do PT. O líder estudantil ajuda a criar a Comissão Interinstitucional de Avaliação de Ensino Médico, cujo propósito principal era o de aproximar o estudante da saúde pública. O movimento resultou em uma profunda reestruturação do ensino médico brasileiro, que antecipou o contato dos estudantes com o SUS. As aulas, antes restritas ao quinto e ao sexto ano, passaram a acontecer já no primeiro semestre do curso. Nos anos de militante estudantil, Padilha também participou das discussões que geraram grandes mudanças na saúde pública: a humanização do tratamento manicomial, a integração da universidade com indústria e a inovação tecnológica, a criação de cursos de extensão para levar o serviço médico universitário a comunidades carentes.

### Militância partidária
Alexandre Padilha divide-se, no início dos anos 1990, entre a militância estudantil e a partidária. Filiado ao PT desde os 17 anos na zonal do Campo Limpo, participa das campanhas presidenciais de Lula em 1989 e 1994. E mais tarde, da campanha de Dilma.
Em 1992, ajuda a fundar e assume a direção da primeira Secretaria da Juventude do PT no Estado de São Paulo. Nesta função, discute políticas para a juventude junto a sindicatos e às primeiras prefeituras eleitas pelo PT, acompanhando gestões e demandas municipais.

### Formaturas
Retoma o curso na Unicamp em 1995, diplomando-se em Medicina dois anos depois. Na sequência,ingressa na pós-graduação da USP. Faz Especialização em Infectologia atraído pela intensa discussão médica e ética provocada pela epidemia da AIDS. Cumpre os dois anos obrigatórios da Especialização, estendendo os estudos ao terceiro ano opcional.

### Vida pessoal
Alexandre Padilha é casado com a jornalista brasiliense Thássia Alves desde 2012. Ainda não oficializaram a união no papel. Conheceram-se no Ministério da Saúde, onde Thássia trabalhava como assessora de imprensa. Quando começou o namoro, ela pediu demissão. Foi para a assessoria de imprensa da UnB e depois do Ministério do Desenvolvimento Social.
Em outubro de 2015, sua mulher, Thassia Alves, recebeu um cargo comissionado na EBC São Paulo (Empresa Brasileira de Comunicação), empresa subordinada diretamente ao ministro petista Edinho Silva. No geral, funcionários da EBC criticam largamente tal prática: "Falta de meritocracia. Mesmo que um profissional trabalhe bem e há muitos anos na empresa não é reconhecido/promovido, a não ser que seja político e faça parte de algum grupo de preferência das chefias. Os salários para quem é apenas concursado, sem gratificações, é muito baixo, principalmente para os profissionais de cidades como Brasília, São Paulo e Rio, onde o custo de vida é bastante alto."
O STF também impediu o chamado nepotismo cruzado, que ocorre quando um agente público contrata parentes de outro a fim de empregar seus próprios familiares no gabinete do colega.

## Carreira
Durante a especialização, Alexandre Padilha é convidado pela Universidade de São Paulo (USP) para participar, em Santarém no Pará, da montagem do Núcleo de Extensão em Medicina Tropical do Departamento de Doenças Infecciosas e Parasitárias, da Faculdade de Medicina da USP. No ano seguinte, assume o comando do Núcleo, que já desenvolve protocolos de pesquisa em parceria com a Organização Mundial da Saúde. O Núcleo de Extensão funciona recebendo estudantes e médicos brasileiros e estrangeiros para trabalhar em pequenas comunidades ribeirinhas, assentamentos rurais e tribos indígenas combatendo a malária e outras epidemias como tuberculose, doença de chagas, aids, infecção hospitalar. Alexandre Padilha se reveza entre o Pará e São Paulo, trabalhando e estudando. Na capital paulista, assume a supervisão técnica do ambulatório de Doenças dos Viajantes do HC. No interior do Pará convive e cuida de comunidades da Amazônia, entre elas a tribo Zo’é, que estava quase dizimada pela malária e pneumonia. Em 2000, conclui o curso de Especialização em Infectologia recebendo o registro CRM-SP 91136. Logo concorre e é aprovado no concurso para o HC. Alexandre Padilha, porém, opta por continuar no núcleo da USP na região amazônica dedicando-se, em parceria com a OMS, à pesquisa para desenvolver o Coartem, medicamento que atualmente é o mais eficaz na cura da malária grave, e que seria o trabalho de campo para o seu futuro doutorado.
O empenho de Padilha para o enfrentamento da malária, chama atenção do Ministério da Saúde. Por indicação do secretário-executivo do MS, Gastão Campos – que foi seu professor na Unicamp – o presidente Lula, recém-eleito em 2003, convida Alexandre Padilha para a direção de saúde indígena da Fundação Nacional de Saúde (Funasa), mudando assim seus planos de fazer o doutorado. Ao assumir a Funasa, Alexandre Padilha realiza, em parceria com a Controladoria Geral da União e a Polícia Federal, auditorias para apurar denúncias de irregularidades administrativas. Ele também muda o modelo de gestão para aumentar a supervisão sobre os gastos do órgão. Nos dois anos em que comandou a Funasa, também implantou a política de intercâmbio com universidades brasileiras para levar equipes multidisciplinares e tecnologia às tribos indígenas. Prossegue o trabalho para salvar a comunidade Zo’é da extinção, instalando inclusive uma unidade cirúrgica e ambulatorial dentro da aldeia. Hoje os Zo’é estão livres da malária e da tuberculose e não apresentam casos de diabetes, hipertensão, anemia ou doenças sexualmente transmissíveis.

## Secretaria de Relações Institucionais

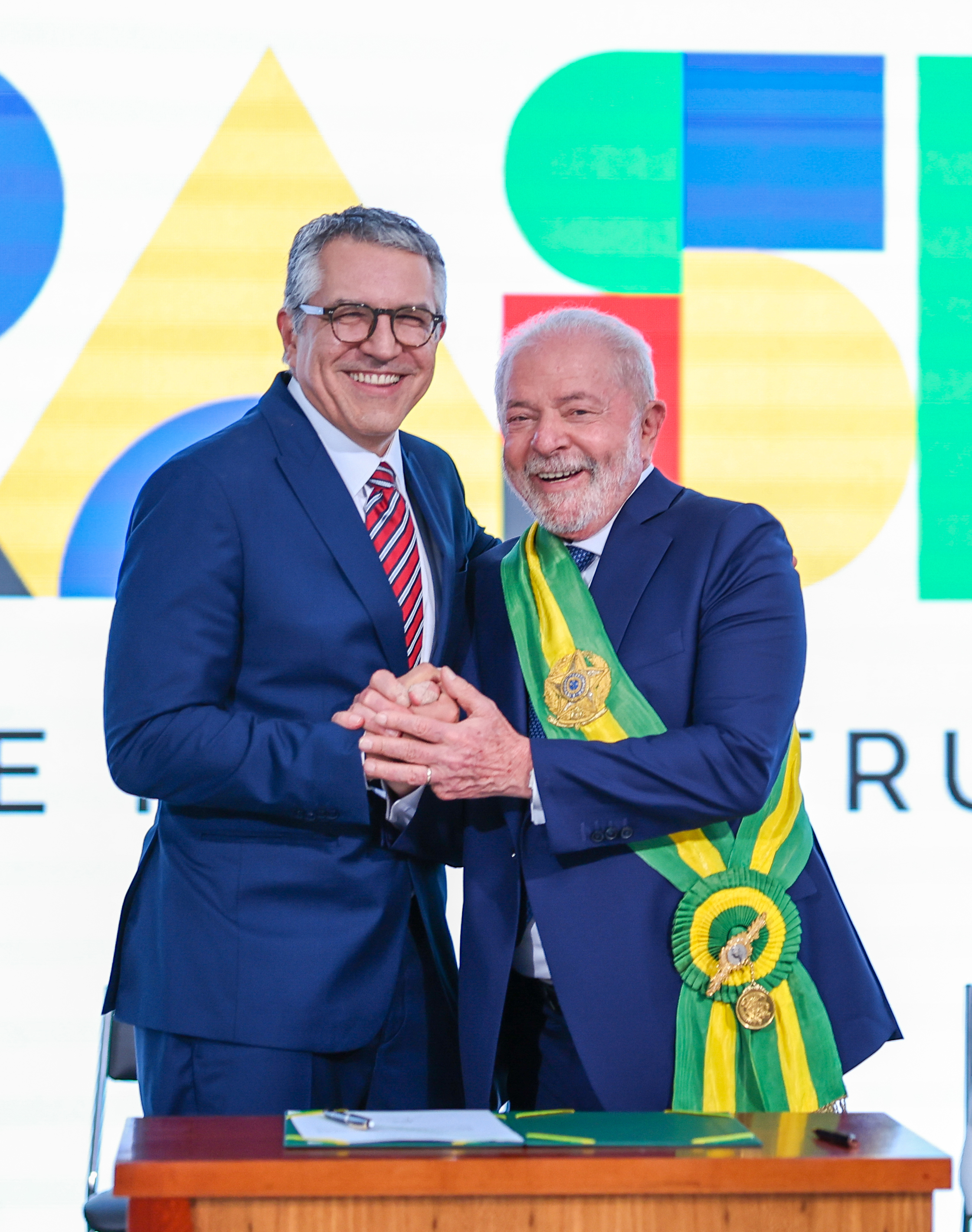
Alexandre Padilha é empossado como Ministro de Estado de Relações Institucionais.

Em agosto de 2005, Alexandre Padilha é chamado para integrar o Secretaria de Relações Institucionais. Entra como chefe de gabinete da Secretaria de Assuntos Federativos. No ano seguinte, torna-se subchefe de Assuntos Federativos, ficando responsável pelo mapeamento das demandas estaduais e municipais levadas ao Governo Federal por governadores, prefeitos, deputados e vereadores. No segundo mandato do presidente Lula, em 2009, com apenas 38 anos, é nomeado ministro das Relações Institucionais, tornando-se assim o coordenador político da Presidência da República. É quando Alexandre Padilha ajuda a imprimir a marca municipalista do Governo Lula. O jovem ministro participa da montagem dos programas relacionados às demandas regionais, que acabam compondo algumas das marcas mais importantes da gestão: PAC, Minha Casa Minha Vida, Bolsa-Família e o marco regulatório do Pré-sal. Durante a sua passagem pela pasta de Assuntos Institucionais também atua, junto à sociedade organizada e ao Congresso Nacional, na elaboração e aprovação de leis como o Fundeb, Estatuto da Igualdade Racial, Lei de Consórcios Públicos, Lei das PPPs, a Lei Nacional de Saneamento e o Fundo Nacional de Habitação de Interesse Social – a primeira lei de iniciativa popular.
Em dezembro de 2022, foi anunciado que Padilha chefiaria a pasta novamente durante o terceiro governo Lula. Assumiu oficialmente o cargo em 1 de janeiro de 2023.

## Ministério da Saúde

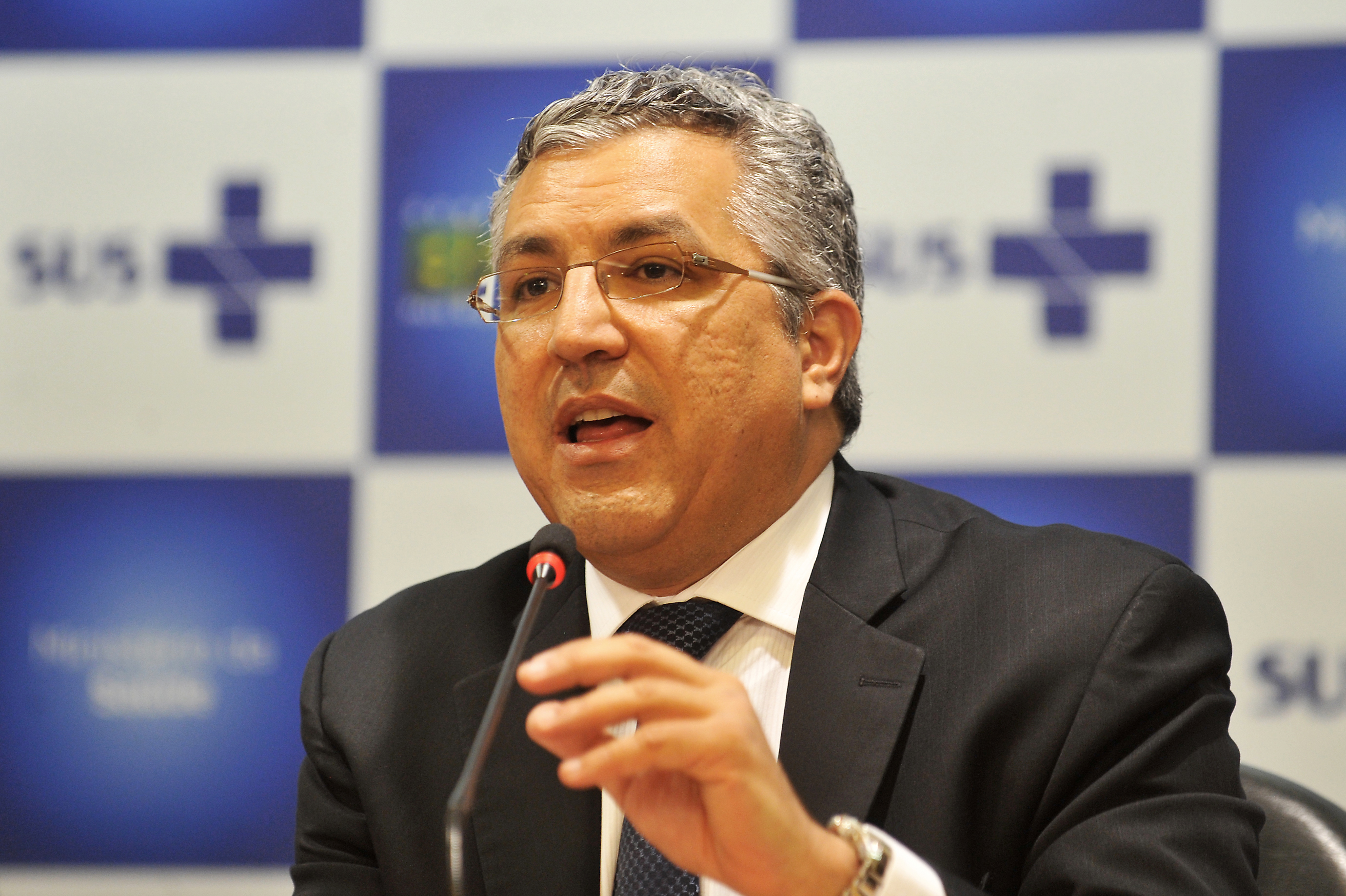
Alexandre Padilha como Ministro da Saúde do Governo Dilma Rousseff, em 2012

Eleita presidente em 2010, Dilma Rousseff escolhe Alexandre Padilha para ser seu Ministro da Saúde. Ele fica ministro por três anos entre janeiro de 2011 e janeiro de 2014. Começa a gestão realizando uma pesquisa interna para levantar os principais problemas da Saúde no Brasil. O principal resultado da pesquisa revelou o que Padilha já testemunhava na sua prática de estudante e de médico: para acelerar o acesso à saúde nas pequenas cidades e periferias dos grandes centros, a rede pública precisava contratar mais médicos.
O Ipea confirmou em 2013 por pesquisa de que o maior problema do SUS, segundo os próprios usuários, era a falta de médicos. Padilha reforça diagnósticos da falta de médicos no Brasil e sua proporção por pacientes no mundo para comprovar a falta de recurso humano no SUS. Por isso, o ministro criou vários programas para aumentar o número de médicos nas regiões carentes: Lançou o Programa de Valorização do profissional da Atenção Básica (Provab) em que médicos recém formados receberiam uma bolsa no valor de 10 mil reais e bônus de 10% de pontuação em provas de residência para trabalhar em unidades de saúde de municípios de interior e periferias.
Em 2013, o então ministro Alexandre Padilha anunciou mais 3.613 novas bolsas de residência médica para 2014, o programa "Mais Residência Médica", o que ajuda a aumentar o número de atendimentos em áreas prioritárias da saúde pública. Outra iniciativa para elevar a quantidade de médicos no interior, foi o estímulo à abertura de novas faculdades de Medicina em municípios com até 70 mil habitantes e nenhum curso em seu território. A intenção é abrir 11,4 mil novas vagas de graduação até 2018, o que vai quase dobrar a oferta atual, que é de 18 mil vagas de Medicina em todo o país. O MEC divulgou no final de 2013 a lista de 49 cidades que receberam autorização para instalar cursos de medicina.
Em maio de 2013, iniciaram-se investigações mediadas pelo procurador-geral da República, Roberto Gurgel, por suspeitas de irregularidades na Funasa em 2004, quando Padilha era diretor de Saúde Indígena do órgão. Teriam sido constatadas irregularidades na celebração e na execução dos convênios firmados entre a Funasa e a FUB (Fundação Universidade de Brasília). Segundo nota do Ministério da Saúde, as irregularidades teriam ocorrido antes de Padilha assumir o cargo de diretor de Saúde Indígena em 15 de junho de 2004.
Em janeiro de 2014, mais de 3,3 mil médicos já atendiam comunidades carentes pelo Provab. Ainda em 2011, também lançou em parceria com o Ministério da Educação, o programa Fundo de Financiamento Estudantil da Saúde, o FIES Saúde. Por este programa, o médico formados por meio do financiamento estudantil (FIES) pode descontar a dívida pelo tempo em que trabalha para o SUS em áreas carentes.

#### Programa Mais Médicos

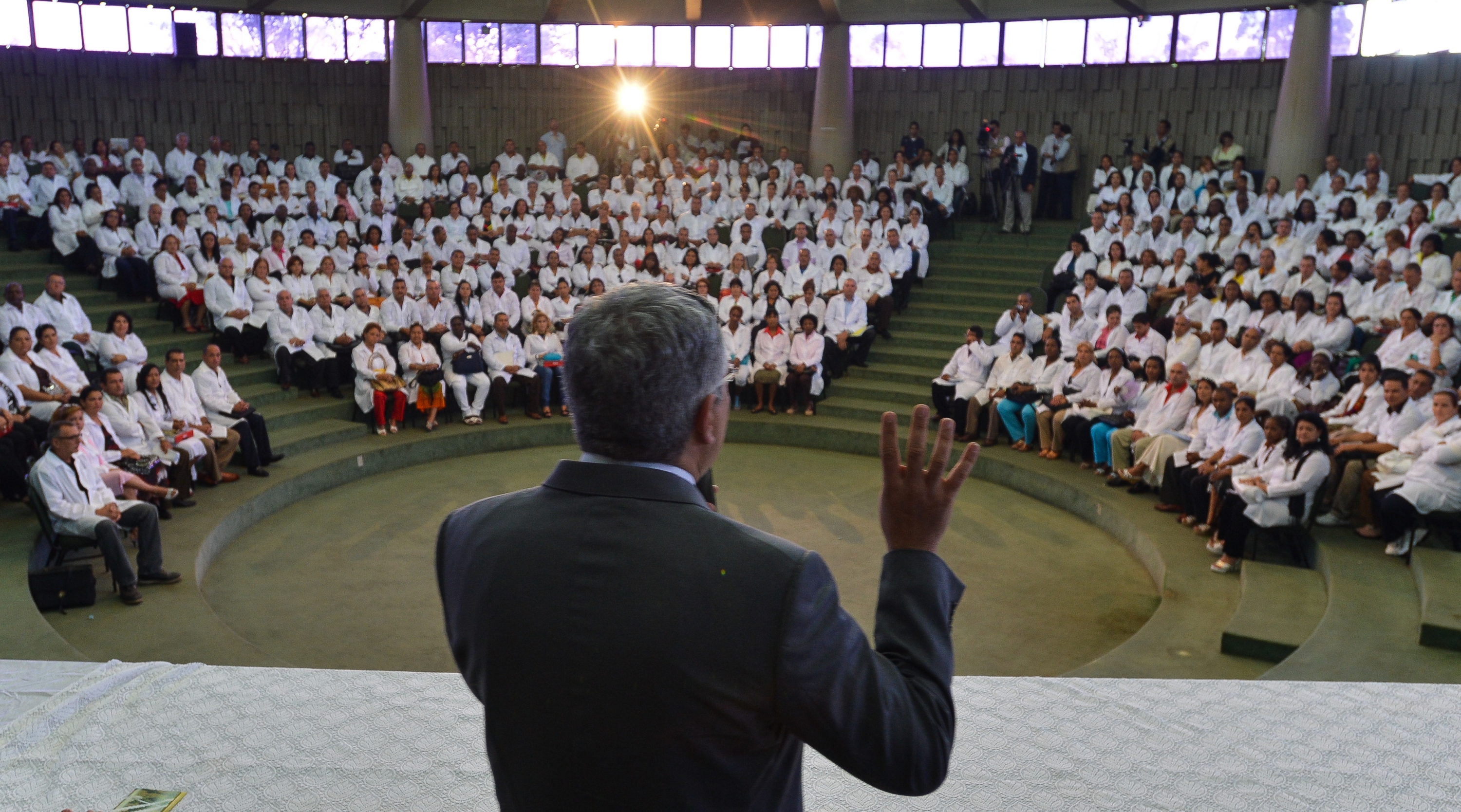
O então ministro da Saúde, Alexandre Padilha, participa da aula inaugural de avaliação dos profissionais cubanos para a segunda etapa do Programa Mais Médicos.

Anunciado como um programa para agilizar a oferta de profissionais na rede pública, o Mais Médicos foi lançado por Padilha em julho de 2013 e aprovado pelo Congresso em outubro. No mesmo mês, a presidente Dilma sanciona a medida provisória do programa "Mais Médicos" convertendo em lei, após sua aprovação na Câmara do Deputados e no Senado Federal. Na ocasião, Dilma pediu desculpas ao médico cubano Juan Delgado que, ao chegar com grupo de outros médicos cubanos no Estado do Ceará, foram chamados de escravos, devido ao programa fazer um acordo, considerado pelas entidades médicas de viés notoriamente ideológico e lesivo às relações de trabalho, pelo qual os profissionais passariam a atuar no Brasil com o mesmo valor liberado para os demais, de 10 mil reais mensais, porém com mais de 70% do valor sendo revertido para o governo cubano. O pedido de desculpas de Dilma se baseou na tese de que o protesto foi motivado por racismo e xenofobia, embora as entidades médicas não tenham se colocado contrárias à importação de profissionais atendendo a critérios técnicos com a devida revalidação de diplomas.
Nos seis primeiros meses, o Mais Médicos ultrapassou a meta de levar 13 mil profissionais às regiões carentes. Em março de 2014 já eram 13.821 médicos atuando pelo programa. São Paulo, o Estado mais rico do país, foi também o que mais solicitou médicos do programa, 2.187 profissionais. O Mais Médicos oferece 10 mil reais mensais para médicos trabalhar na rede pública. Profissionais estrangeiros são chamados para ocupar as vagas não preenchidas por brasileiros.
No entanto, entidades médicas, profissionais e especialistas da área se opuseram, alegando a necessidade de revalidar o diploma dos contratados pelo programa. Padilha argumentou que os integrantes do Mais Médicos só estariam autorizados a trabalhar em local determinado, após passar por treinamento e serem supervisionados ao longo do programa. Por isso, não fariam a revalidação do diploma, que os permitiria atuar em todo o país. Internacionalmente, é uma norma respeitada na maioria dos países que os diplomas médicos sejam revalidados por meio de provas teóricas e práticas, que atestam a capacidade do profissional de oferecer serviços médicos à população de um país diferente daquele em que foi expedido o diploma, o que é válido inclusive em países que fazem sistematicamente importação de profissionais de nível superior, como Canadá e Austrália.
Em junho de 2013, após longo embate com as entidades médicas sobre o tema de importar médicos sem revalidação de diplomas para, em tese, atender regiões mais carentes, a Associação Médica Brasileira (AMB) e o Conselho Federal de Medicina (CFM) declaram Alexandre Padilha "persona non grata" por não respeitar na forma de elaboração do programa a necessidade de revalidação de diplomas médicos para trabalho no Brasil. Em julho do mesmo ano, o Conselho Regional de Medicina do Pará abriu processo ético-disciplinar contra Padilha por anunciar-se como infectologista de maneira ilegal. Em resposta, Padilha publicou uma foto de seu diploma de especialista em infectologia numa rede social. A Faculdade de Medicina da Universidade de São Paulo (FMUSP) publicou nota confirmando que Padilha concluiu o programa de residência médica da instituição.
O Datafolha informou em março de 2014 que 14 milhões já foram atendidos por médicos estrangeiros do programa. As afirmações das entidades médicas a respeito de propósitos voltados a eleições e de cunho ideológico do Partido dos Trabalhadores têm continuado a existir, inclusive por existirem grande quantidade de médicos trazidos pelo programa em áreas saturadas de profissionais médicos.

#### Farmácia Popular
Nos três anos em que foi ministro da Saúde, Alexandre Padilha aumentou de 1,3 milhão para 19,4 milhões – quinze vezes mais - o número de usuários da Farmácia Popular. Também ampliou de 15 mil para 30,1 mil o número de unidades da rede. As Farmácias Populares funcionam em sedes próprias (546) e em parceria com farmácias privadas (29.559), onde for encontrado o anúncio: "Aqui tem Farmácia Popular". Padilha ampliou o programa ao construir, no primeiro mês da sua gestão, acordos com a indústria de medicamentos e as farmácias. Por estes acordos conseguiu que, além da venda a preço de custo de mais de 100 medicamentos, a Farmácia Popular também teria remédio de graça para pessoas com diabetes, hipertensão e asma. Estas doenças atingiam 80% dos usuários da Farmácia Popular em 2011, quando ele assumiu o ministério. O remédio de graça provocou a partir de 2012 a redução inédita de internações por asma, hipertensão e diabetes – estas duas últimas relacionadas às principais causas de mortes cardiovasculares. O aumento das unidades da Farmácia Popular, que já funciona em 74% dos municípios brasileiros – em 4.119 dos 5.563 municípios – é fator de conforto para o usuário e de redução das filas nos postos de saúde. Onde não tem Farmácia Popular, o paciente só tem duas opções: comprar pelo preço normal de mercado ou fazer um consulta no posto de saúde para poder pegar o remédio, onde nem sempre é encontrado.

#### Parcerias de Desenvolvimento Produtivo
A gestão de Alexandre Padilha no Ministério da Saúde alterou o formato das parcerias público-privadas para estimular a fabricação, no Brasil, de medicamentos e equipamentos hospitalares. Chamada Parceria de Desenvolvimento Produtivos (PDP), a regra criada por Padilha funciona da seguinte maneira: o governo federal garante mercado ao laboratório privado internacional - comprando o produto para abastecer a demanda de hospitais e clínicas do SUS , desde que o fabrico seja feito no Brasil envolvendo a transferência de tecnologia do laboratório privado para o laboratório público nacional. Segundo analistas ligados ao Partido dos Trabalhadores e ao executivo federal, as PDPs permitiram ao Brasil produzir vacinas e remédios biotecnológicos, que são feitos pelo cultivo de células para a retirada da substância curativa. Nos três anos em que foi ministro, Padilha formalizou 104 Parcerias de Desenvolvimento Produtivo. Elas envolvem 19 laboratórios públicos e 60 privados, totalizando 97 produtos: 66 medicamentos , 7 vacinas, 19 equipamentos para saúde e 5 pesquisas  em desenvolvimento. Entre as vacinas fruto das PDPs estão a HPV contra câncer do colo do útero, a varicela e a pentavalente, contra difteria, tétano, coqueluche, meningite e infecções causadas pelo Haemophilus influenzae tipo b. Entre os remédios fabricados via PDP estão: Mesilato de Imatinibe, Docetaxel, Boceprevir e Telaprevir, entre outros.

##### Origem das PDPs
As Parcerias de Desenvolvimento Produtivo começaram a nascer quando Padilha era ministro das Relações Institucionais. Neste período, ele comandava no Conselho Nacional de Desenvolvimento Social, o debate da agenda estratégica definida pelo presidente Lula, cujo item principal era combater as desigualdades regionais e sociais do país. Neste debate, surgiu a proposta de utilizar o grande poder de compra do governo federal para atrair ao Brasil empresas de inovação tecnológica. O propósito era reduzir desigualdades pelo estímulo à indústria de ponta. Por isso, em 2010, a Lei de Licitações foi alterada para permitir “margem de preferência” para compras governamentais a produtos fruto de inovação tecnológica. Ao assumir o ministério da Saúde, Alexandre Padilha aprofunda a ideia. Trabalha junto com a presidente Dilma pela publicação do Decreto 7.713/2012, que estabeleceu parceria preferencial com fabricantes de equipamentos hospitalares e medicamentos biotecnológicos, desde que fosse feita a transferência de tecnologia para a empresa pública nacional parceria. Em seguida, Padilha baixa portaria 3.089/2013 listando os produtos estratégicos para o Sistema Único de Saúde e que teriam a fabricação estimulada via PDPs. Para aumentar a confiança dos empresários, Alexandre Padilha criou o marco regulatório das PDPs, mudando a Lei de Inovação Tecnológica e, mais uma vez em 2012, a Lei de Licitação. O marco regulatório estabeleceu que, se o produto é fruto de inovação tecnológica e se a empresa aprovada concorda em transferir tecnologia para a pública da parceria, pode haver dispensa de licitação. Em uma conversa gravada com autorização judicial entre Vargas e o doleiro Alberto Youssef, em novembro passado, o deputado menciona que o ex-ministro teria indicado para a diretoria do laboratório Labogen, empresa de fachada que tem o doleiro entre seus sócios, o executivo Marcus Cezar Ferreira de Moura, ex-assessor do Ministério da Saúde. 

##### Fiscalização da PDP
O processo de elaboração da PDP começa com a publicação no Diário Oficial da União da lista de medicamentos e equipamentos demandados pelo SUS. O laboratório público, então, identifica o parceiro privado detentor da tecnologia desejada. Na sequência, o Ministério da Saúde avalia preço e nível de transferência da tecnologia. A aprovação dos projetos segue para o aval dos ministérios da Indústria e Comércio (MDIC) e da Ciência e Tecnologia (MCTI), além da Financiadora de Estudos e Pesquisas (Finep), do Banco Nacional de Desenvolvimento Econômico e Social (BNDES) e da Agência de Vigilância Sanitária (Anvisa), entidades que compõem o Conselho de Competitividade do Brasil Maior (Gecis). A partir daí, é firmado um termo de compromisso com os laboratórios parceiros. A Anvisa, então, atesta a qualidade dos equipamentos dos laboratórios. O Ministério da Saúde fiscaliza se a matéria prima está sendo produzida no Brasil. Nenhum pagamento é feito antes da produção dos medicamentos.

#### Financiamento da Saúde
Quando foi ministro da Saúde, Alexandre Padilha implantou um conjunto de políticas para aumentar o financiamento da Saúde, sem aumento de impostos: Royaltes do Pré-Sal -  Padilha destinou 25% dos recursos do Pré-Sal para a Saúde. Ele criou a primeira nova fonte de recursos para a Saúde, desde que o Ministério da Saúde perdeu R$ 40 bilhões anuais com o fim da CPMF. Os royalties aumentarão em 75% os investimentos em Saúde, que saltarão de R$ 84 bilhões em 2014 para R$ 147 bilhões em 2018.
Cobrança aos Planos de Saúde -  Padilha conseguiu o ressarcimento recorde de recursos dos Planos Privados de Saúde por serviços que eles realizam pelo SUS. Esta marca decorreu a iniciativa de Padilha de universalizar o Cartão SUS para todos os brasileiros que possuem CPF. O Cartão SUS identifica se a pessoa tem Plano Privado de Saúde. Assim, se o Plano usar serviço do SUS, o Ministério detecta. Entre 2000 a 2010, o SUS recuperou R$ 125 milhões por atender pacientes de planos de saúde privados, uma média de R$ 11,36 milhões por ano. Mas nos três anos da gestão de Padilha no Ministério da Saúde, 2011 a 2013, o ressarcimento somou R$ 322 milhões, ou seja, 9,4 vezes mais recuperados para a saúde pública.
Criação do ProSus – Na sua gestão no Ministério da Saúde, Alexandre Padilha criou o Programa de Fortalecimento das Entidades Privadas Filantrópicas e Sem Fins Lucrativos (ProSus). O programa que troca dívidas históricas das Santas Casas por mais realização de exames, cirurgias e atendimentos a pacientes do SUS. O ProSus garantiu uma moratória de até 15 anos para o pagamento de dívidas antigas, mediante compromissos como a retenção mensal para pagamento dos tributos correntes e a melhoria do atendimento aos pacientes do SUS. Para ajudar na recuperação dos hospitais filantrópicos e ampliar o atendimento, Padilha também reformou o Incentivo de Adesão à Contratualização, aumentando o incentivo pago aos atendimentos de média complexidade, como raios-x, testes laboratoriais e consultas a médicos especialistas, como oncologistas, urologistas e oftalmologistas.
Lei Rouanet da Saúde - Padilha criou uma espécie de Lei Rouanet da Saúde, concedendo abatimento no valor de 1% do que é devido ao imposto de renda para atendimentos, pesquisas e financiamentos do tratamento contra o câncer ou de pessoas com deficiência. Essa foi uma forma de incentivar mais clínicas particulares a atenderem pacientes com câncer ou com deficiência e levar as empresas a financiar pesquisas e aumentar atendimentos nessas duas áreas.
Regulamentação da Emenda Constitucional 29 - Padilha conseguiu regulamentar a emenda que define os percentuais mínimos para investimentos na saúde pela União, Estados e Municípios. Assim, a União ficou obrigada a aplicar na saúde o valor empenhado no ano anterior, mais a variação nominal do Produto Interno Bruto (PIB). Os Estados ficaram obrigados a aplicar 12% de sua receita e os Municípios 15% da sua receita. A regulamentação definiu claramente o que é gasto em saúde, acabando com a fraude orçamentária. E, mais que isso, evita cortes nos investimentos em saúde.
Mudança no financiamento do Saúde da Família - Antes da gestão Alexandre Padilha, o SUS só contabilizava o repasse de recursos aos municípios pelo tamanho da população ou pelos profissionais contratados pelo programa Saúde da Família. A terceira fórmula criada por Padilha, chamada PMAQ, Programa Nacional de Melhoria do Acesso e da Qualidade da Atenção Básica, incentiva a qualidade. Com esse programa, cada equipe de Saúde da Família passou a ter metas a cumprir e a receber um valor de acordo com sua avaliação semestral. Quanto melhor o atendimento e a melhoria dos indicadores, maior é o repasse feito à equipe do Saúde da Família, ao posto de saúde, ao município.
Mudança na tabela do SUS - Quando era ministro, Alexandre Padilha mudou a política de reajuste da tabela do SUS. Em vez de corrigir a tabela pelo índice da inflação, Padilha estabeleceu reajustes por critérios de qualidade no atendimento. Ele detectou que corrigir a tabela pela inflação induz o hospital a organizar o tratamento do paciente pela lista de exames realizados. Quanto mais procedimentos, mais pagamentos serão feitos pelo SUS. Por isso, a partir de 2011 Padilha parou de realizar reajustes lineares na tabela SUS. Pelo modelo criado por Padilha, que vincula recursos ao desempenho, leva-se em conta não apenas o número de procedimentos realizados, mas também o cuidado necessário para curar o doente. Com essa prática, um hospital que tem uma taxa de infecção menor recebe mais do que outro em que os pacientes correm mais risco de contrair uma infecção hospitalar. Com isso, Padilha valorizou não os procedimentos, mas a saúde do paciente. Entre as metas de qualidade criadas por Padilha estão: humanização dos serviços, disponibilização de medicamentos e  satisfação do cidadão. Padilha também ampliou a tabela para garantir pagamento ao atendimento ambulatorial e ofereceu vantagens a unidades que realizam 100% dos serviços pelo SUS.As Santas Casas, Hospitais, Estados e municípios que aderiram tiveram ganho financeiro. Os que cumprem as metas recebem do SUS um valor quase quadro vezes maior da diária de internação de saúde mental, 60% a mais no pagamento da diárias de UTI e têm maior rentabilidade nos procedimentos realizados em pronto-socorro.

### Governo Lula III
O presidente Luiz Inácio Lula da Silva anunciou no dia 25 de fevereiro de 2025, que Alexandre Padilha substituiria Nísia Trindade Lima no Ministério da Saúde. A volta de Padilha ao ministério faz parte de uma reforma ministerial em etapas para fortalecer a posição do governo Lula em duas áreas críticas: a relação com o Congresso e a recuperação da popularidade junto ao eleitorado.

## Desempenho eleitoral
| Ano  | Eleição                | Cargo            | Partido | Votos     | %      | Resultado  | Ref     |
| ---- | ---------------------- | ---------------- | ------- | --------- | ------ | ---------- | ------- |
| 2014 | Estaduais em São Paulo | Governador       | PT      | 3.888.584 | 18,22% | Não eleito | [ 109 ] |
| 2018 | Estaduais em São Paulo | Deputado Federal | PT      | 87.576    | 0,42%  | Eleito     | [ 110 ] |
| 2022 | Estaduais em São Paulo | Deputado Federal | PT      | 140.037   | 0,59%  | Eleito     | [ 111 ] |